# Scotoecus pallidus
Scotoecus pallidus is een zoogdier uit de familie van de gladneuzen (Vespertilionidae). De wetenschappelijke naam van de soort werd voor het eerst geldig gepubliceerd door Dobson in 1876.

## Voorkomen
De soort komt voor in India en Pakistan.